# Mimoň V
Mimoň V je jedna z osmi částí města Mimoň v okrese Česká Lípa. Nachází se v okolí nového nádraží na západní straně města.

## Části Mimoně V

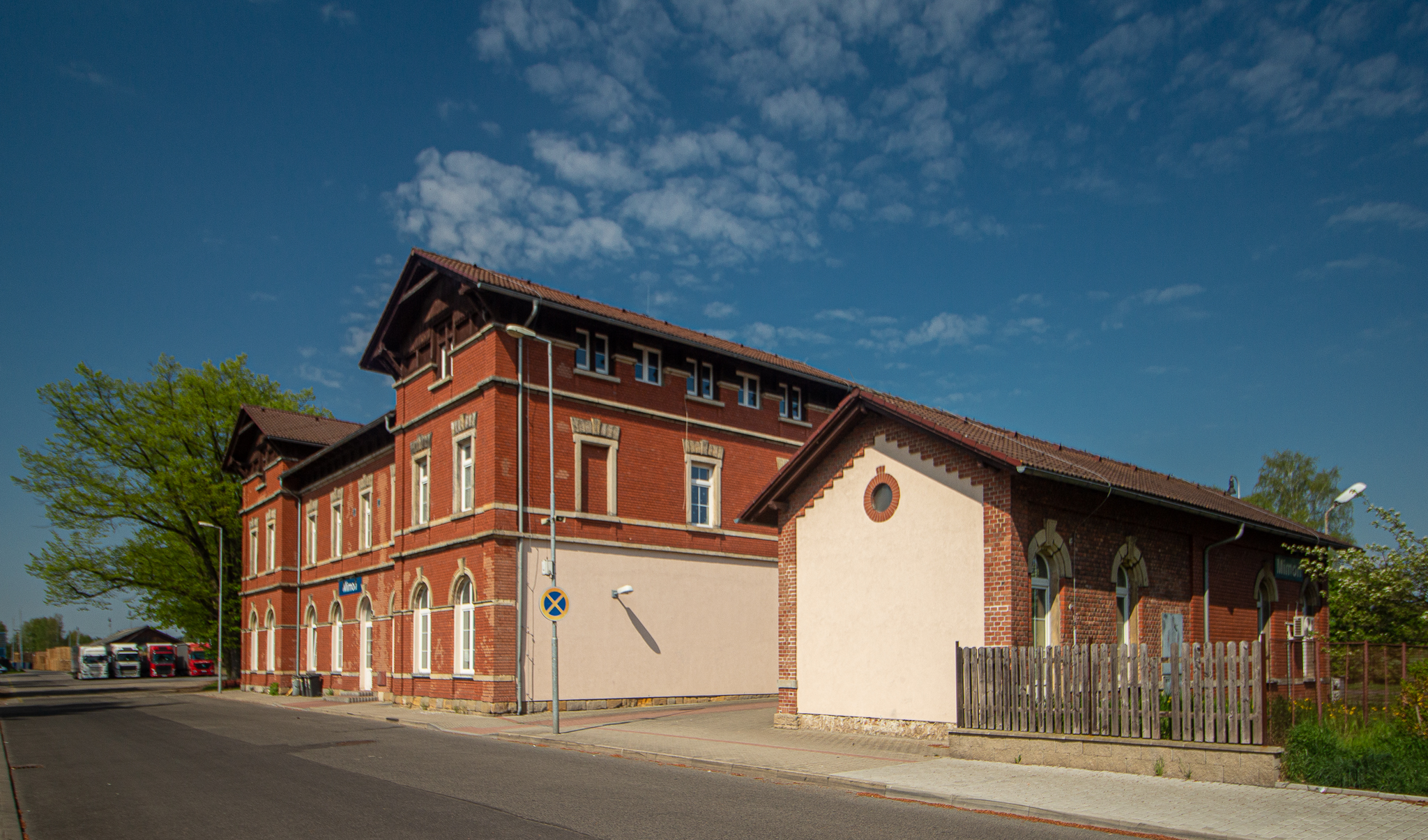
Mimoňské nádraží

Tvoří ji základní sídelní jednotky U nádraží díl 1 (okolí nádraží) a Slovany (osada podél železniční trati západně od nádraží, zahrnuje dostihové závodiště).

## Obyvatelstvo
| Rok    | Obyv. | ± %     |
| ------ | ----- | ------- |
| 1980   | 533   | —       |
| 1991   | 709   | +33 %   |
| 2001   | 696   | −1,8 %  |
| 2011   | 621   | −10,8 % |
| 2021   | 580   | −6,6 %  |
| Zdroj: |       |         |

## Další údaje
Je zde evidováno 175 adres a 10 ulic (příklady: Nádražní, Slovany, Březinova, Zahradní, Vrchlického). Trvale zde žije 696 obyvatel. PSČ je 47124.
Mimoň V leží v katastrálním území Mimoň o výměře 13,47 km2.